# Gelasma caudipunctata
Gelasma caudipunctata là một loài bướm đêm trong họ Geometridae.